# Il mistero di Hamden
 Il mistero di Hamden (Secret Santa) è un film per la televisione statunitense del 2003 diretto da Ian Barry.

## Trama
Rachel è una giornalista che si ritrova nella cittadina di Hamden ad indagare su un misterioso "Babbo Natale" che ad ogni vigilia porta regali agli abitanti.